# Свет мой, зеркальце…
«Свет мой, зеркальце…» — роман Генри Лайона Олди (Дмитрия Громова и Олега Ладыженского) в жанре хоррор:37, впервые изданный в 2017 году. Этот роман можно охарактеризовать как магический реализм в декорациях неприглядной современности.

## Сюжет
Писатель Борис Ямщик, работающий в жанре хоррора и обладающий очень неприятным характером (третирует свою жену, с неприязнью относится к людям в целом), однажды произнёс: «Свет мой, зеркальце! Скажи…» — и получил от зеркала ответ. С этого момента жизнь писателя резко меняется. Появившееся отражение Ямщика превращает его жизнь в кошмар, становится угрозой для близких писателя, и тот пытается найти способ укротить двойника. Попав в мрачное отражение Харькова (город, где живёт писатель, в тексте не назван, но те из читателей, кто знаком с географией родного города Олди, место действия отгадают легко), Борис Ямщик наблюдает, как влияют на людей свои и чужие эмоции, видит действия, совершаемые его двойником, занявшим место Ямщика в реальном мире, и к концу романа приходит изменившимся человеком:37—38.
Ямщик постепенно учится любви и ответственности, начинает видеть ценность простых радостей «посюстороннего» существования и отыскивает из сложной ситуации элегантный выход — в конце романа стреляют неожиданные ружья, в том числе те, что ружьями совсем не казались:38.

## Литературные особенности
Суть романа — раскаяние, взгляд на привычные вещи под непривычным углом. Роман Олди отражает тёмные и светлые уголки человеческой души, при этом свет порой меняется местами с тьмой. Немало в книге и личного для самих авторов: образ протагониста — немолодого фантаста, несколько раз встающего перед нелёгким выбором; частые прямые отсылки к произведениям самих же писателей:38—39. Текст насыщен цитатами из книг Олди: «хорошо весьма» из «Чёрного Баламута», «Геракл в книжке Олдей» (намёк на «Герой должен быть один»), а пушкинская цитата «Свет мой зеркальце, скажи…» присутствует также в романе «Нопэрапон, или По образу и подобию», где тоже исследуется тема двойничества и «зазеркалья».
В тексте присутствуют и узнаваемые особенности творчества Олди: городская мистика, умелая игра с суевериями и поверьями, упоминание современных трендов и древних легенд. Однако книга нетипична для авторов своей атмосферой: «Свет мой, зеркальце…» — мрачный, тягучий, временами очень неприятный роман, изобилующий моментами, когда по коже читателя бегут мурашки и возникает желание занавесить ближайшее зеркало тканью. Юмор в романе также большей частью чёрный, вписывающийся в жанр хоррора:38—39.
«Свет мой, зеркальце…» содержит цитаты из мировой классики — от Шекспира до Стругацких. Авторы романа с одинаковой лёгкостью ссылаются на христианские тексты и современную поп-культуру (существующая в зазеркалье Дарья — копия Харли Квинн):38.